# 國際桑搏總會
國際桑搏總會（Fédération Internationale Amateur de Sambo，FIAS）是一個成立於1983年，專門管轄國際桑搏事務的組織。目前，該組有80個成員國加盟，旗下的主要比賽為世界錦標賽。它的總部設在瑞士洛桑。

## 外部連結
- 官方網站（页面存档备份，存于）